# Neun Brüder Chercheulidse

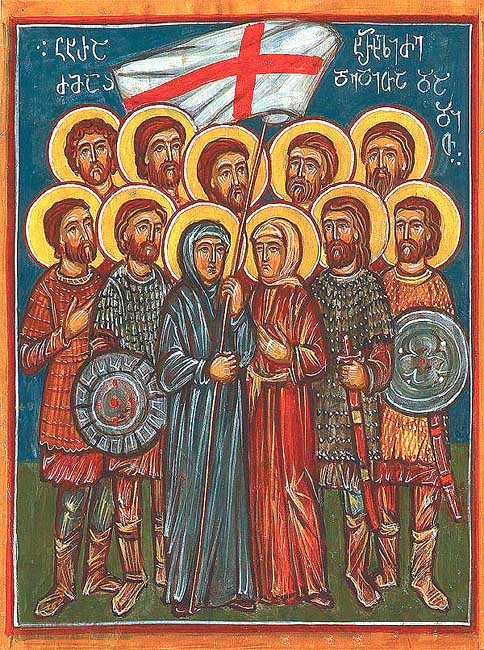
Das Motiv der
Neun Brüder Chercheulidse mit ihrer Mutter und Schwester und der Fahne auf einer georgischen Ikone

Die Neun Brüder Chercheulidse (georgisch ცხრა ძმა ხერხეულიძე) werden als georgische Nationalhelden und Märtyrer verehrt. Die Überlieferung berichtet, dass sie mit ihrer Mutter und einer Schwester an der Schlacht von Marabda teilnahmen und bei der Verteidigung ihrer Heimat und ihres Glaubens alle starben.
Im Jahr 1625 drang Schah Abbas I. von Persien mit einer Armee in Richtung der östlichen Provinzen Georgiens, Kartlien und Kachetien, vor. Sein Heerführer war der bewährte und siegreiche Isa-Chan Qurtschibash. Ihr Gegner, die georgische Armee, bestand aus lediglich 20.000 Kämpfern, aber sie waren als Verteidiger ihrer Heimat zu jedem Opfer bereit. Die Brüder Chercheulidse wurden auserwählt, in der Feldschlacht das georgische Feldzeichen, die Flagge mit dem Georgskreuz, zu beschützen.
Die Georgier verloren, trotz ihres Mutes und der Opfer, diese Schlacht. Ihr Heerführer und die Bischöfe von Rustawi und Chartschascho wurden bei dem Gemetzel getötet. Während der Schlacht starben auch alle neun Brüder Chercheulidse, als sie die georgische Flagge in die Schlacht trugen und mit ihrem Leben beschützten.
Als auch der letzte und jüngste Bruder fiel, wurde die georgische Flagge von der Schwester Chercheulidse gehalten; als auch sie getötet wurde, trug die Mutter der Geschwister die Flagge bis zum eigenen Tod. Die Brüder Chercheulidse, ihre Mutter, die Schwester und die anderen 9.000 georgischen Märtyrer der Schlacht von Marabda wurden von der Georgischen Orthodoxen Apostelkirche heiliggesprochen.
In der Nähe des Schlachtfeldes von Marabda wurde später eine Kapelle errichtet. Sie ist umgeben von einem Friedhof mit den Gräbern der christlichen Gefallenen.